# Volksrod
Volksrods são veículos do modelo Volkswagen Fusca modificados. Eles são utilizados como uma alternativa aos tradicionais hot rods pela sua facilidade de customização. Nos últimos tempos, as comunidades Volkswagen tem aquecido essa cultura. O Volksrod é concebido a partir de um fusca tradicional. Eles são muito mais baratos, mais fáceis de encontrar, e muito mais fácil encontrar peças de reposição. Os primeiros projetos datam da década de 1930. Uma conversão envolve a modificação do teto, motorização ,pára-choques, bem como os pára-lamas, e, em seguida, a instalação de um Front Head no eixo dianteiro  para mover as rodas para a frente e dar ao carro uma aparência especifica. Quanto a pintura, utiliza-se muito os tipos fosco , como também a próprias ferrugens que criam um aspecto Rat-rod. Muito comum também encontrar trabalhos de aerografia e pinstriping. O Volksrod é mais artesanal das customizações, diversos proprietários com simples ferramentas mecânicas e equipamentos de solda podem começar um projeto em casa e cada um terá sua própria identidade.
https://m.facebook.com/volksrod.br/